# رنا أبو غالي
رنا أبو غالي (18 مايو 1977 -)، ممثلة أردنية.

## عنها
مولودة في الكويت. حصلت على شهادة أكاديمية في الفنون الجميلة من جامعة اليرموك. جسدت العديد من الأدوار في المسلسلات السعودية والأردنية وببعض الأفلام القصيرة ومازالت مستمرة في المجال الفني. انطلقت في عالم الفن من خلال مسلسل طاش ما طاش بعام 2001. قدمت أربع برامج للأطفال واحد منهم في التلفزيون الاردني تحت عنوان «ولد وبنت» لاقى نجاحاً كبيراً.

## أعمالها[1]

### المسلسلات
- مرزوق والصياد.
- 2001: خلف خلاف.
- طاش ما طاش - أكثر من جزء.
- 2003: نقطة وسطر جديد.[3]
- 2003: الحلم المر.
- 2005: عائلة معجب العربية.
- 2005: مجاديف الأمل.
- 2007: خوات موسى.
- 2007: أنا وأنت والانترنت.
- 2008: الساكنات في قلوبنا - حلقة تحت عنوان «عقاب».
- 2008: غلطة نوف.
- 2011: وين ما طقها عوجة.
- 2008: غلطة نوف.
- 2014: رعود المزن.
- 2017: ضوء أسود.
- 2017: تل السنديان.
- 2018: عوض أبًا عن جد.
- 2020: أم هارون.

## وصلات خارجية
- رنا أبو غالي على موقع قاعدة بيانات الأفلام العربية